# Neige blanche
Pour plus de détails, voir Fiche technique et Distribution.
Neige blanche (Белый снег, Bely sneg) est un film russe réalisé par Nikolaï Khomeriki, sorti en 2020.
Le film a pour sujet la fondeuse Elena Välbe qui a remporté cinq médailles d'or lors des Championnats du monde de ski nordique 1997.

## Fiche technique
Sauf indication contraire, les informations mentionnées dans cette section peuvent être confirmées par la base de données cinématographiques IMDb,  présente dans la section « Liens externes ».
- Titre original : Белый снег
- Titre français : Neige blanche
- Réalisation : Nikolaï Khomeriki
- Scénario : Timour Khvan, Marat Kim, Tatiana Gourianova, Aleksandr Gourianov
- Photographie : Fedor Lyass
- Musique : Alexei Aigui
- Pays d'origine : Russie
- Format : Couleurs - 35 mm - Dolby
- Genre : biographie, drame
- Durée : 127 minutes
- Dates de sortie :
  -  Russie : 7 décembre 2020 (Première), 4 mars 2021 (sortie nationale)

## Distribution
- Olga Lerman : Elena Välbe
- Fiodor Dobronravov : Viktor, le grand-père
- Nadejda Markina : Militsa, la grand-mère
- Anna Oukolova : la mère de Elena Välbe
- Alexandre Oustiougov : Maksimitch
- Daria Ekamasova : Irina Makarova
- Anna Kotova : Larisa Lazutina
- Vadim Andreev : Piotr Vasilievitch
- Dmitri Podnozov : Grouchine
- Alexandre Gorbatov : Youra
- Polina Chernyshova : Nina Gavriliouk
- Alexandre Klioukvine : commentateur